# Casa Coimbra

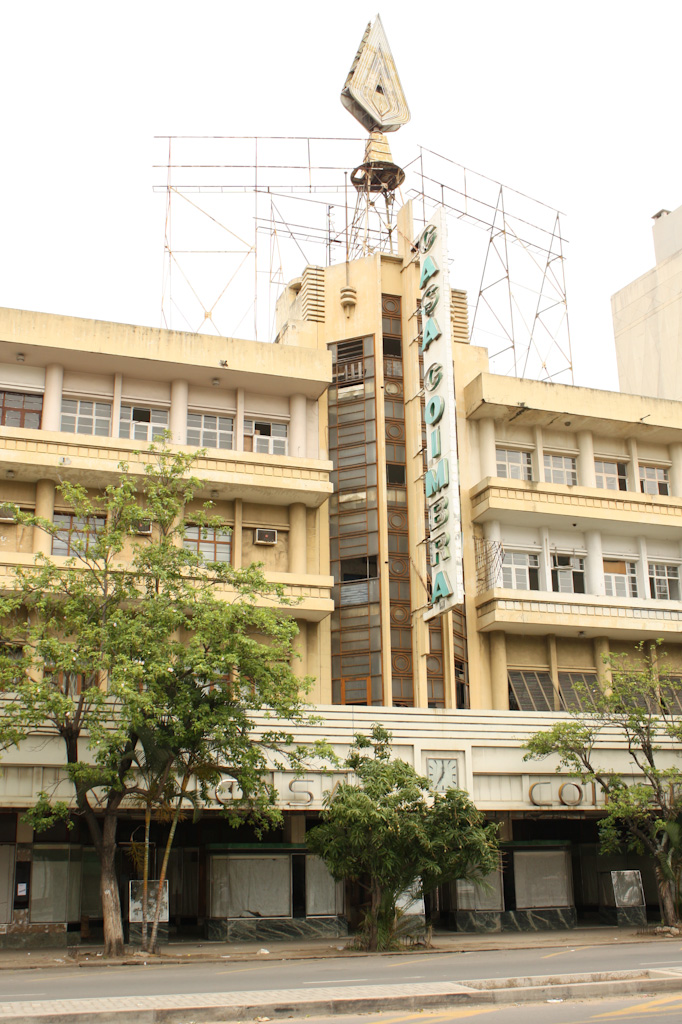
Das zentrale Geschäftsgebäude der Casas Coimbra in der Avenida da República (heute Avenida 25 de Setembro) wurde 1940 eröffnet und 2012 abgerissen. (Aufnahme von 2009)

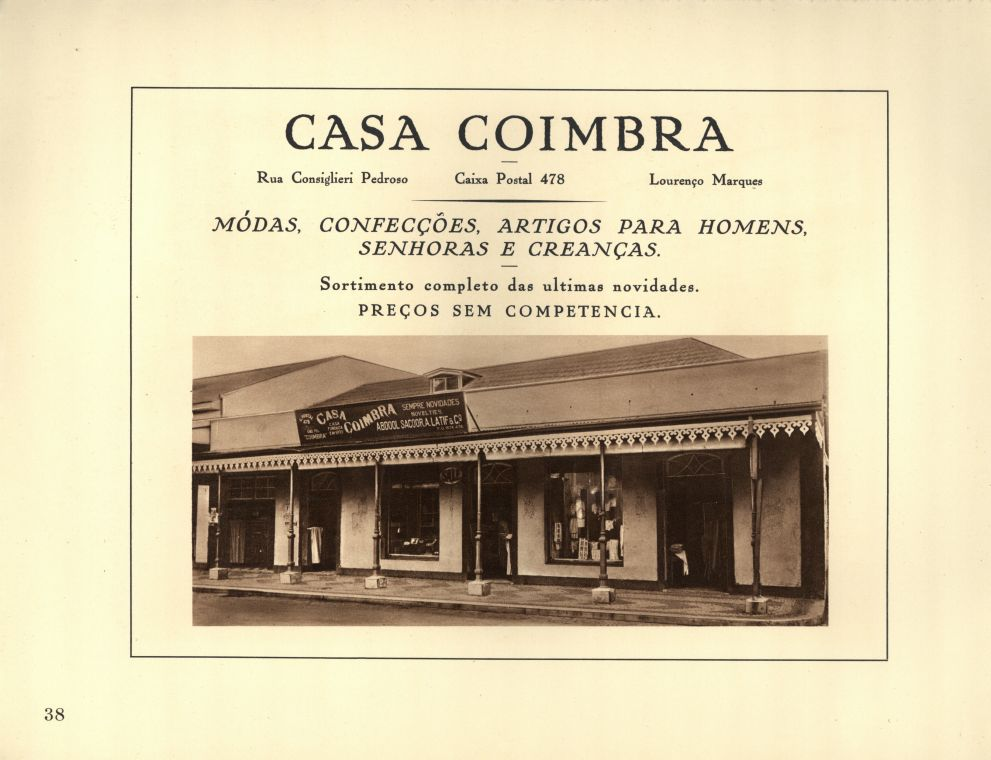
Erste große Filiale der Warenhauskette Casa Coimbra in der Rua Consiglieri Pedroso (Reklame von 1929).

Casa Coimbra war ein bekanntes, um 1895 gegründetes Warenhaus in der portugiesischen Kolonie Mosambik. Seinen Sitz hatte das Warenhaus in einem dreistöckigen Geschäftsgebäude an der Avenida da República (heute Avenida 25 de Setembro) im Zentrum der Kolonialhauptstadt Lourenço Marques (heute Maputo). Das Warenhaus verschwand im Zuge der Unabhängigkeit Mosambiks, das Gebäude ließ die mosambikanische Regierung im Zuge des Baus des neuen Sitzes der mosambikanischen Zentralbank im Jahr 2012 abreißen.

## Geschichte

### Gründung
1887 reiste der aus Junagadh (Britisch-Indien, heute Indien) stammende Abdool Latif Ayob Vakil nach Mosambik, um dort sich eine bessere Zukunft zu erhoffen – bereits vorher gab es eine größere pakistanisch-indische Community in der portugiesischen Kolonie. Er kehrte kurz zurück, um seinen Großvater zu überzeugen, dass es eine gute Idee sei ein Geschäft in Mosambik zu eröffnen und erhielt darauf 500 Goldpfund als Startkapital. Seine Brüder Abdool Sacoor Ayob Vakil und Abdool Reheman Ayob Vakil folgten ihm in die Kolonie. Zunächst begannen die Brüder als Fliegende Händler in der Innenstadt zu arbeiten, bevor sie ein erstes kleines Geschäft im Stadtteil Malanga (nach anderen Quellen Mafala) eröffnen konnten. Die Brüder verkauften vor allem Stoffe und Kleinwaren, die besonders von den indigenen Mosambikanern gekauft wurden.
Das Geschäft lief außerordentlich gut, sodass die Brüder bald expandieren konnten und ihren jüngster Bruder, Abbdool Karim Ayob Vakil, nach Mosambik riefen. 1895 konnte sie ein erstes Geschäft im Zentrum der Stadt, in der Travessa da Linha, eröffnen. Weitere Zweiggeschäfte folgten, unter anderem 1907 ein Herrenmodengeschäft und 1910 ein Damenmodengeschäft. 1913 bezogen die Brüder ihre neueste Filiale in der Rua Consiglieri Pedroso, der damaligen wichtigsten Geschäftsstraße der Kolonialhauptstadt. Dort verkauften sie neben den Modeartikeln aus England auch die in der Kolonie sehr beliebten Stoffe aus der Region Coimbra (Portugal). Aus diesem Grunde entstand bald der Spitzname „Coimbra“ für das Geschäft, den die Brüder direkt selbst übernahmen und ihre Geschäftstätigkeiten „Casa Coimbra“ nannten.

### Bau und Eröffnung des zentralen Warenhauses
1930 starb der älteste Bruder, Abdool Latif, auch die beiden anderen Brüder kamen in einem Autounfall um, sodass der jüngste Bruder, Abdool Karim, die Leitung der Casa Coimbra übernahm. Über gute Beziehungen zur Bank, erhielt er 1938–39 ein großes Grundstück an der Avenida da República (heute Avenida 25 de Setembro). Für rund 7500 contos – zu damaliger Zeit, insbesondere während des Zweiten Weltkrieges sehr viel Geld – ließ Abdool Karim ein zentrales Warenhaus errichten, um die Verkauftstätigkeiten aller Filialen in einem Gebäude vereinigen zu können. Kurz vor Baubeginn besuchte auch der damalige Minister für Kolonie, General Carmona, das Unternehmen, was als große Wertschätzung wahrgenommen wurde.
Die Bauarbeiten begannen 1939 und konnten bereits Ende 1940 vollendet werden. Das dreistöckige Gebäude in frühmodernem Stil war das erste der portugiesischen Kolonie, das mit Betonstahl (aus Südafrika) errichtet worden war. Auch war das Gebäude das erste der Kolonie, das einen Fahrstuhl besaß. Wer sich für den Entwurf des Gebäudes verantwortlich sah, ist nicht bekannt.
Die Eröffnung fand am 16. Dezember 1940 statt und war ein Großereignis für die Kolonialhauptstadt. Die Eröffnung fand im Beisein zahlreicher Persönlichkeiten statt, unter anderem der Generalgouverneur, der Bispo de Leuce, der Gouverneur von Süd-Save und der Bürgermeister der Stadt Lourenço Marques. Da Abool Karim muslimischen Glaubens war, gab es bei der Eröffnung ausschließlich Wasser sowie Kleingebäck der Pasteleria Hazis.
Mit der Eröffnung verkaufte die Casa Coimbra nicht mehr nur Mode, sondern fungierte de facto als erste Vollwarenhaus der Kolonie. Das Haus beschäftigte rund 110 Mitarbeiterinnen und Mitarbeiter, von denen gut 90 (weiße) Portugiesen waren, wobei auch erstmals schwarze Mosambikaner mit sog. Indigenen-Status dort arbeiteten.

### Nach der Unabhängigkeit Mosambiks
Im Zuge der Unabhängigkeit Mosambiks 1975 verstaatlichte die FRELIMO alle Unternehmen und verbot private Verkaufstätigkeiten. Über den Verbleib der Familie Ayob Vakil ist wenig bekannt. Das Gebäude bestand weiterhin fort, stand jedoch größtenteils leer. Im Zuge des Neubaus der mosambikanischen Zentralbank rieß die mosambikanische Regierung das Gebäude 2012 ab. Aufgrund der guten Bauweise mit Betonstahl und den umliegenden Gebäude, war eine Sprengung nicht möglich, sodass es Stück für Stück abgetragen wurde.
Das Gebäude stand nicht unter Denkmalschutz. In der portugiesischen Denkmaldatenbank Sistema de Informação para o Património Arquitectónico trägt das Werk die Nummer 31980.